# مراقب (فلم)
مراقب (بالإنجليزية: Watcher) هو فيلم إثارة نفسي أمريكي لعام 2022، من تأليف وإخراج كلوي أوكونو ، استنادًا إلى سيناريو زاك فورد، الفيلم من بطولة مايكا مونرو وكارل جلوسمان وبرين جورمان، بدأ التصوير الرئيسي في 8 مارس 2021 ، وانتهى في 16 أبريل 2021، في بوخارست، رومانيا. استغرق إنتاج الفيلم ستة أسابيع تقريبًا. تم عرضه لأول مرة في مهرجان صندانس السينمائي في 22 يناير 2022، وتم إصداره في الولايات المتحدة في 3 يونيو 2022.

## روابط خارجية
- مراقب على موقع IMDb (الإنجليزية)
- مراقب على موقع ميتاكريتيك (الإنجليزية)
- مراقب على موقع روتن توميتوز (الإنجليزية)
- مراقب على موقع أول موفي (الإنجليزية)
- مراقب على موقع فيلمافينيتي (الإسبانية)
- مراقب على موقع قاعدة بيانات الفيلم (الإنجليزية)
- مراقب على موقع ليتربوكسد (الإنجليزية)
- مراقب على موقع كينوبويسك (الروسية)